# Claude Closky
Claude Closky (22 de mayo de 1963) es un artista francés. Fue ganador del premio Marcel-Duchamp en 2005.
«En sus trabajos, Claude Closky suele cuestionar la función de los signos, además de jugar con las apariencias. El tema de la identidad y las convenciones de la representación articulan el eje central de su investigación artística». Montse Badia.

## Selección de exposiciones individuales
- ¡Un niño de 5 años podría hacer lo mismo!, Centro Pompidou, París, 2018[2]
- Vampires et fantomes, Galerie Laurent Godin, París, 2016[3]
- Prints For 06 And 90 Yuans, Bazaar Compatible Program, Shanghái, 2015[4]
- 10, 20, 30 and 40%, Summerhall, Edimburgo, 2014[5]
- Seven and Not Seven, JAP, Bruselas, 2013[6]
- Diplopie, Laurent Godin Gallery, París, 2013
- Dönüp Durmak, Şekerbank Açıkekran Yeni Medya Sanatları Galerisi, Istanbul, 2013[7]
- Barking and Meoing, AC Institute, Nueva York, 2012[8]
- Inside a Triangle, MFC-Michèle Didier, París, 2011[9]
- ZNASDNAR, Mitterrand+Sanz, Zúrich, 2011[10]
- Rarori, Galerie Mehdi Chouakri, Berlín, 2010[11]
- Laloli, Galerie Laurent Godin, París, 2010
- Yazı mı Tura mı, Akbank Art Center, Istanbul, 2010[12]
- Town and Country, Mitterrand+Sanz, Zúrich, 2009[13]
- Ediciones múltiples, Casa de Francia, México, 2005
- U, Fundación Joan Miró, Barcelona, 2003.[14]
- Las Pasiones: los vicios y las virtudes humanas, Bienal de Valencia, Museu de Bellas Arts, Valencia, 2001.

## Selección de exposiciones colectivas
- 1989. El fin del siglo XX, Instituto Valenciano de Arte Moderno, València, 2019[15]
- Colección Abierta 01, Museo Jumex, México, 2014[16]
- Noches eléctricas LABoral Centro de Arte y Creación Industrial, Gijón, 2011.[17]
- Happy is a place, S.A. de C.V., México, 2010
- ¡Sin techo está pelón! Universidad de Guanajuato, 2010[18]
- De lo Real y lo Ficticio,  Museo de Arte Moderno, México, 2005[19]
- Paisatges mediàtics Fundació “la Caixa”, Gerona,  2005.
- El estado de las cosas. El objeto en el arte desde 1960 a nuestros días Museo de Arte Contemporáneo de Vigo, 2004.
- ‘El arte como va, el arte como viene Círculo de Bellas Artes, Madrid, 2004. Comisariado Ramón Tío-Bellido.
- Falsa innocència Fundació Joan Miró, Barcelona, 2003. Comisariado David G. Torres[20]
- Art i temps Centre de Cultura Contemporania, Barcelona, 2001[21]